# Estlands håndboldlandshold (herrer)
Estlands håndboldlandshold for mænd er det mandlige landshold i håndbold for Estland. Det repræsenterer landet i internationale håndboldturneringer. De reguleres af Estlands håndboldforbund. Holdet deltog i kvalificeringen, til VM 2007, og endte på en 3.-plads i Gruppe 4.